# جورج لينكولن غودال
جورج لينكولن غودال (بالإنجليزية: George Lincoln Goodale)‏ هو طبيب وعالم نبات أمريكي، ولد في 3 أغسطس 1839 في ساكو في الولايات المتحدة، وتوفي في 12 أبريل 1923.